# Cyathea everta
Cyathea everta är en ormbunkeart som beskrevs av Edwin Bingham Copeland. Cyathea everta ingår i släktet Cyathea och familjen Cyatheaceae. Inga underarter finns listade.